# Gamma Ophiuchi
Gamma Ophiuchi (γ Ophiuchi, förkortat Gamma Oph, γ Oph) som är stjärnans Bayerbeteckning, är en stjärna belägen i den östra delen av stjärnbilden Ormbäraren. Den har en skenbar magnitud på 3,75 och är synlig för blotta ögat. Baserat på parallaxmätning inom Hipparcosuppdraget på ca 31,7 mas, beräknas den befinna sig på ett avstånd av ca 95 ljusår (29 parsek) från solen.

## Nomenklatur
Gamma Ophiuchus är också kallad Muliphen, även om minst två andra stjärnor är kända med detta namn: Gamma Canis Majoris (ofta stavat som Muliphein) och Gamma Centauri (ofta stavat som Muhlifain).

## Egenskaper
Gamma Ophiuchus är en blå stjärna i huvudserien av spektralklass A0 V Den har en massa som är 2,9 gånger solens massa och en uppskattad radie som ca 1,8 gånger större än solens. Den utsänder från dess fotosfär 29 gånger mera energi än solen vid en effektiv temperatur på ca 9 500 K. 
Gamma Ophiuchus avger ett överskott av infraröd strålning, vilket tyder på närvaro av en omkretsande skiva av stoft med en radie på 64 AE från stjärnan.